# Elemental Master
Elemental Master é um jogo eletrônico de shoot 'em up com visão top down, desenvolvido pela TechnoSoft para o Mega Drive, lançado em 1990 no Japão e em 1993 na América do Norte pela Renovation Products.

## História
Há muito tempo no reino de fantasia de Lorelei, os seguidores de um ser maligno chamado Gyra foram selados debaixo do castelo da cidade. No entanto, um feiticeiro aparentemente heroico conhecido como Aryaag traiu a confiança do rei e desencadeou o poder de Gyra no reino com a intenção de deixar a influência do mal se espalhar. Laden, o feiticeiro mais forte do reino, estava pronto para atacar Aryaag, mas foi detido em choque quando Aryaag se revelou o irmão de Laden, Roki. Apoiado pelos seguidores mais dedicados de Gyra, Roki expulsou Laden do reino conquistado. No entanto, Laden promete impedir a influência de Gyra de se espalhar e parar as ambições de Gyra.

## Jogabilidade
O jogo é autoscrolling por cima. O jogador pode escolher atirar para cima ou para baixo. Existem armas diferentes (tipos de magia) disponíveis, baseadas (naturalmente) nos elementos. Dos sete níveis que o jogo tem, o jogador pode escolher a ordem dos quatro primeiros.

## Áudio
A trilha sonora foi composta por Toshiharu Yamanishi, que também trabalhou no Thunder Force III, no Thunder Force IV e no Dragon's Fury (uma música do Elemental Master foi remixada em uma nova versão no Dragon's Fury). O estilo da trilha sonora é synthrock com vibrações clássicas.

## Recepção
Illusionware deu a nota A/92% e afirmou que "Elemental Master atinge o equilíbrio perfeito entre gráficos, música e jogabilidade" e um "excelente pedaço da história dos jogos". O escritor da Sega-16, Benjamin Galway, deu uma nota 9 de 10 e saudou o jogo com as palavras "É uma ótima ideia, bastante original, no shooter de rolagem vertical e mais uma grande conquista para a Technosoft".